# Família de colisão
 Na astronomia, uma família de colisão, ou família dinâmica, é um grupo de objetos os quais acredita-se que possuem uma origem comum via um impacto (ou colisão). Provenientes de um único corpo, tais objetos possuem composições químicas e parâmetros orbitais similares. As famílias colisionais são comumente encontradas no Cinturão de Asteroides e no Cinturão de Kuiper, sendo que para o último, usa-se telescópios infravermelhos na busca, que calculam o tamanho do objeto medindo o calor que emitem.